# Martin/General Dynamics RB-57F Canberra
Martin/General Dynamics RB-57F Canberra to dwumiejscowy, dwusilnikowy, turboodrzutowy, wysokościowy samolot rozpoznawczy będący rozwinięciem Martin RB-57D Canberra, a ten – samolotu bombowego Martin B-57 Canberra.
Samolot konstrukcyjnie został dostosowany do lotów wysokościowych poprzez zwiększenie rozpiętości z 19,5 na 37,5 m. W efekcie tego samolot cechuje się zwiększonym wydłużeniem i jednocześnie niskim obciążeniem powierzchni, co przy silnikach o zwiększonym ciągu przedkłada się na dobre parametry lotne i osiągi wysokościowe.

## Dane porównawcze
| Oznaczenie                   | English Electric Canberra | Martin B-57 Canberra | Martin RB-57D Canberra | Martin/General Dynamics RB-57F Canberra | Lockheed U-2S |
| ---------------------------- | ------------------------- | -------------------- | ---------------------- | --------------------------------------- | ------------- |
| Załoga                       | 2                         | 2                    | 1 lub 2                | 2                                       | 1             |
| Rozpiętość płata (m)         | 19,50                     | 19,50                | 32,30                  | 37,50                                   | 30,90         |
| Powierzchnia nośna m²        | 89                        | 89                   | 139,8                  | 175                                     | 92,9          |
| Ilość silników               | 2                         | 2                    | 2                      | 2                                       | 1             |
| Ciąg silnika(ów) (kN)        | 2 x 36                    | 2 x 32,1             | 2 x 44,5               | 2 x 71                                  | 1 x 84,5      |
| Promień działania (km)       | b.d.                      | b.d.                 | 3 200                  | 6 400                                   | b.d           |
| Pułap operacyjny (m)         | 15 000                    | 13 700               | 21.300                 | 25 000                                  | 25 900        |
| Masa startowa (kg)           | 25 000                    | 24 360               | 26 760                 | 29 500                                  | 18 150        |
| Prędkość maksymalna (km/h)   | 930                       | 960                  | 960                    | 880                                     | 805           |
| Wydłużenie płata             | 4,27                      | 4,27                 | 7,46                   | 8,05                                    | 10,61         |
| Obciążenie powierzchni kg/m² | 280,8                     | 273,7                | 191,4                  | 168,6                                   | 195,4         |
| Obciążenie ciągu kg/kN       | 347,2                     | 379,4                | 300,6                  | 207,8                                   | 214,8         |